# موسين
الموسين أو المخاطين (بالإنجليزية: Mucin)‏ هي عائلةٌ من البروتينات عالية الكتلة الجزيئية وشديدة الغلكزة، تنتج بواسطة النسيج الطلائي في معظم الحيوانات.

## روابط خارجية
- Mucins في المكتبة الوطنية الأمريكية للطب نظام فهرسة المواضيع الطبية (MeSH).

- "Mucin" في معجم دورلاند الطبي